# Comines-Warneton
Comines-Warneton (en picard Comène-Warneuton, neerlandès Komen-Waasten) és un municipi belga de la província d'Hainaut a la regió valona, però que antigament havia format part de Flandes Occidental. És veí del municipi francès de Comines.
Està compost per les seccions de Comines (Komen), Comines-ten-Brielen, Warneton (Waasten), Bas-Warneton (Neer-Waasten), Houthem, Ploegsteert i Le Bizet. És un dels municipis amb facilitats lingüístiques per a la minoria neerlandesa.

## Personatges il·lustres
- Philippe de Commynes, cronista
- Frank Vandenbroucke, ciclista
- Jonathan Blondel, futbolista

## Agermanaments
- Hedge End
- Wolverton